# Harposcelis
Harposcelis (лат.) — род пластинчатоусых жуков из подсемейства Dynastinae. Неотропика (Бразилия, Перу, Суринам, Французская Гвиана, Эквадор).

## Описание
Крупного размера жуки (длина около 4 см), буровато-чёрные. От близких родов отличается следующими признаками: клипеус выступающий вперёд, переднебоковой край мандибул без зубца, тело дорзовентрально сплющенное, средние тазики почти соприкасаются. Самцы отличаются увеличенными передними ногами и крупными коготками.

### Типовой вид
- Harposcelis paradoxus Burmeister, 1847